# آزمایش مدفوع گایاک
آزمایش مدفوع گایاک یا آزمایش خون پنهان در مدفوع گایاک (gFOBT) یکی از روش‌های متعدد تشخیص خون پنهان در مدفوع (خون نامرئی در مدفوع) است. به این طریق که نمونه مدفوع به سطح کارت حاوی گویاک اغشته شده و از روی تغییر رنگ و الگوی موجود در کیت مورد استفاده عدم وجود یا وجود خون در مدفوع را تشخیص میدهند.